# إعلان استقلال تونس

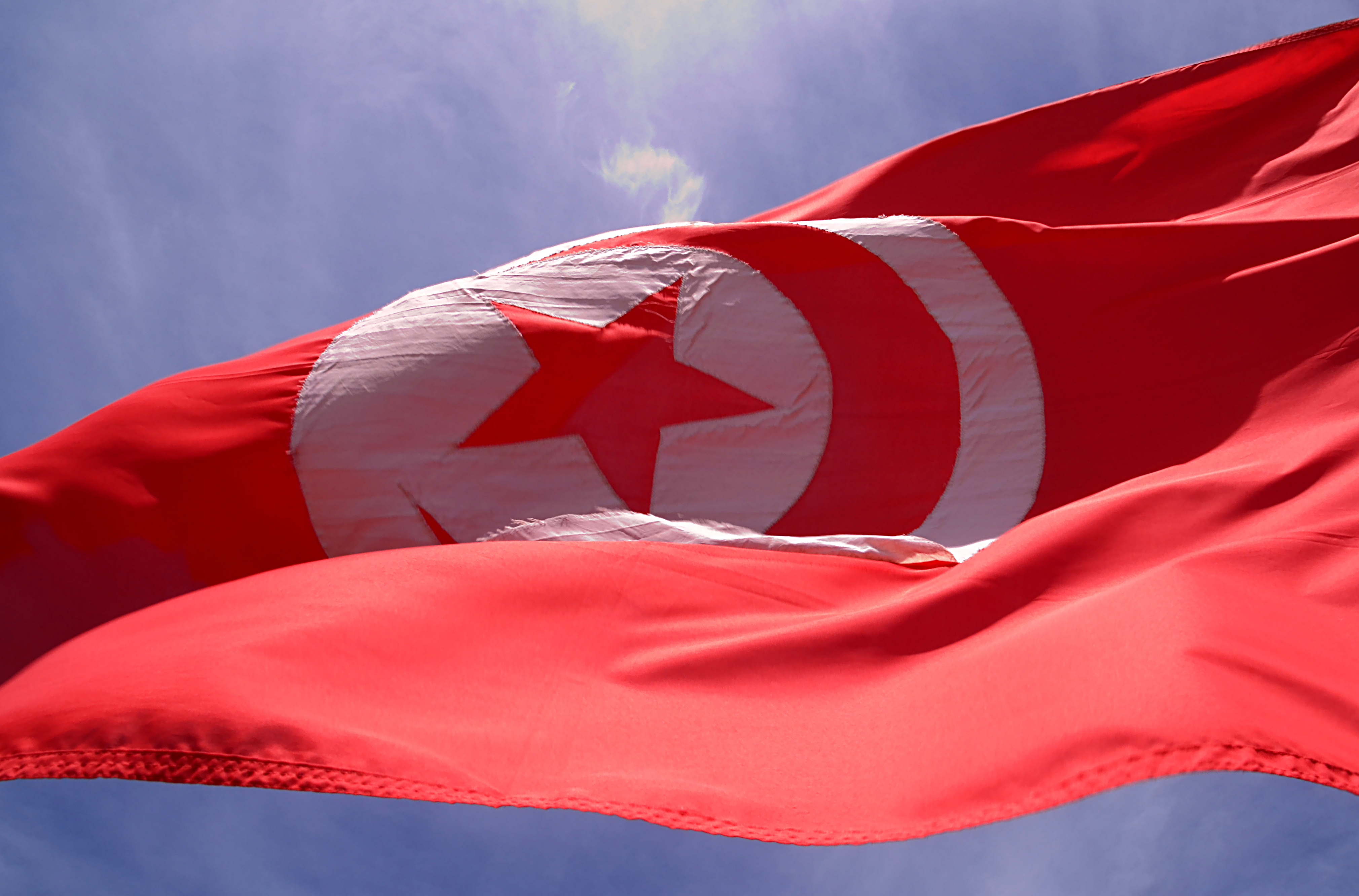
العلم التونسي

ساعدت الظرفية العالمية بعد الحرب العالمية الثانية(1939-1945) التي اتسمت بالبرودة(الحرب الباردة)الحزب الحر الدستوري الجديد على تدعيم موقفه حول النقاط الولسنية خاصة حق الشعوب في تقرير مصيرها ضد فرنسا التي أصبحت قوة استعمارية ضعيفة متراجعة من الحرب شأنها شأن إنجلترا.
رغم أن فرنسا وعدت الحزب بالاستقلال سنة 1952 الا انها اخلفت الوعد فنتج عنه الثورة المسلحة مما جعلت فرنسا ترزح إلى المفاوضات سنة 1955 التي اقرت فيها حكومة منداس فرانس بالاستقلال الداخلي لتونس ثم الاستقلال التام سنة 1956 والتي شهدت بعض المعارضة لليمين المتطرف وانصار الامبريالية الفرنسية

## المحمية الفرنسية (1881-1956)
أصبحت تونس محمية لفرنسا من خلال معاهدة بدلاً من الغزو، كما فعلت الجزائر. رسميًا، ظل الباي ملكًا مطلقًا، مع تعيين الوزراء التونسيين، والإبقاء على هيكل الحكومة، وبقي التونسيون رعايا له. لم تتم مصادرة الأرض، ولم يتم تحويل المساجد إلى كنائس، ولم يغير الفرنسيون اللغة الرسمية. ومع ذلك، تم منح الجنرال المقيم الفرنسي السيطرة العليا.

## المقاومة المسلحة
ظهرت بين ربيع1952و1954 حركة المقاومة المسلحة تشكلت من مجموعات صغيرة خاضت معارك عديدة ضد الأهداف الاستعمارية وخاصة في الجنوب والغرب التونسيين قادها العديد من المقاتلين الذين دعوا بالفلاقة برز منهم الساسي لسود ولزهر الشرايطي ليكون الحبيب بورقيبة من منفاه في جزيرة جالطة مفاوضا لفرنسا حول الاستقلال الفعلي والناجع فخرجت فرنسا عسكريا ونهائيّا من تونس.

## الاستقلال
بعد سقوط حكومة منداس فرانس واصل الحبيب بورقيبة المفاوضات وطالب فرنسا بمراجعة الاتفاقيات في اتجاه الاستقلال التام فأسفرت المفاوضات الجديدة عن بروتوكول الاستقلال في 20 مارس 1956

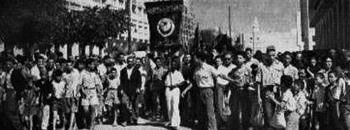
مواطنين تونسين يوم الاستقلال من فرنسا 20 مارس 1956

و قد كان استقلال تونس إنجازا تاريخيّا مكّنها من الشروع في بناء المؤسسات السياسية والاقتصادية و الثقافية والتعليمية و الإدارية والعسكرية و الأمنيّة من خلال رجال بررة أخلصو الحبّ والوفاء لتونس علي رأسهم الفلاڨة التونسية، طبق بورقيبة في الستينات سياسة اشتراكية تأميمية تحت اشراف رئيس وزرائه أحمد بن صالح ابدلها في السبعينيات بتجربة خوصصة رأسمالية تحت اشراف رئيس وزراء آخر هو الهادي نويرة نجحت في انعاش النمو الاقتصادي كان عماد هذه السياسة السياحة والقروض و الاستثمارات الاقتصادية والفلاحة و الصناعة النسيجية والتحويلية الموجهة نحو التصدير و
تميزت نضالات الراحل الحبيب بورقيبة بمنحى وطني عميق مؤمنا بسيادة تونس وحتمية تحريرها من نير الاستعمار. لذلك عمل داخل تونس وخارجها على التعريف بالقضية التونسية ومن أبرز محطات ذلك النضال تحوله إلى القاهرة وفتح مكتب المغرب العربي وسفره إلى نيويورك سنة 1945 حيث شرح القضية التونسية إلى الرأي العام العالمي.خاض الراحل الحبيب بورقيبة تجربة مريرة في سجون المستعمر ومنافيه لم تثنه عن مواصلة النضال من أجل نيل الاستقلال.
ومنذ سنة 1949 أعاد تنظيم الحزب وأعد الشعب من جديد للكفاح قبل ان يتحول إلى الخارج لمزيد التعريف بالقضية التونسية ليتوج هذا المسار النضالي الوطني الشامل بنيل الاستقلال يوم 20 مارس 1956.
فانتخب الحبيب بورقيبة رئيسا للمجلس القومي التأسيسي يوم 8 أفريل وكلّف يوم 11 أفريل بتشكيل الحكومة التونسية.
كانت مسألة تحرير المرأة من أولى المسائل التي استأثرت باهتمام الحبيب بورقيبة غداة الاستقلال. فتحقق هذا الرهان في مرحلة أولى بصدور مجلة الأحوال الشخصية التي برزت في صيغة قانون بتاريخ 13 أوت 1956. ليمضي من ثمة في تركيز أسس الدولة الحديثة بعد تخليص البلاد من رواسب الاستعمار وتحقيق الجلاء النهائي لآخر جندي فرنسي عن تراب الوطن.
وفي 25 جويلية 1957 قرر المجلس القومي التأسيسي بالاجماع بعد مداولات تاريخية انهاء النظام الملكي وإعلان الجمهورية وأصبح الحبيب بورقيبة أول رئيس للجمهورية التونسية.
وفي غرة جوان 1959 أمضى بورقيبة نص الدستور الذي يقر سيادة الشعب في وطنه ويضمن حقوق المواطن وسلامة الدولة.
ولعل من أهم مظاهر بناء الدولة الحديثة بعد الاستقلال احتواء الولاء القبلي والجهوي وتعزيز الروح الوطنية وتحديث التعليم وتونسة الأجهزة الاعلامية والادارية وتغيير اسم الحزب الذي صار يسمى الحزب الاشتراكي الدستوري.
لكن الدولة الحديثة شأنها شأن الحزب تعرضت لهزات قوية وتحديات جمة قادت البلاد والحزب إلى حالة من الوهن والتردي وشارفت على السقوط في ظل عجز الحبيب بورقيبة واستفحال شيخوخته.
وقد عرفت البلاد أسوأ حالاتها في بدايات ثمانينات القرن الماضي وصار الوطن على شفا الهاوية. زين العابدين بن علي بادر بالانقلاب على السلطة فجر السابع من نوفمبر 1987 تحت ظل الشرعية الدستورية مع الالتفاف الشعبي الكبيرغير محافظ بالتالي على مكاسب الاستقلال والنظام الجمهوري التي تحققت بفضل نضالات أجيال من المناضلين المجاهدين التونسيين العظام، كان انتقال السلطة شكليا وتكريسا للدكتاتورية، من أعمال بورقيبة أنه قد عمم التعليم على كامل تراب الجمهورية والتداوي في المستشفيات بسعر رمزي كاد أن يكون مجاني مع الارتقاء بحقوق المرأة ومكتسباتها.
```
وبعد إجراء مفاوضات مع فرنسا حول الاستقلال وممارسة السيادة توصلت تونس إلى الحصول على الإستقلالها الداخلي بتاريخ غرّة جوان 1955 و مثل ذلك مرحلة إنتقالية لمواصلة المفاوضات بين الطرفين تم إثرها خلال أشهر قليلة توقيع بروتوكول الاستقلال بتاريخ 20 مارس 1956 الذي اعترفت فيه فرنسا علانية باستقلال تونس ويمكن الاطلاع على النسخة الأصلية منه بالضغط على الربط السابق.
وإثر ذلك تتالت الإصلاحات في مجال القضاء بعد أن كان مختلطا بين الفرنسيين والتونسيين وتوحيده بعد أن كان مشتتا بين محاكم شرعية وأخرى مدنية إلى جانب المحاكم الفرنسية فتمت إعادة هيكلة المحاكم بحذف البعض منها وإحداث أصناف جديدة من المحاكم.
وفي نفس الفترة تم تطوير التشريعات بإصدار مجموعة هامة من القوانين والمجلات تكرس كلها سيادة البلاد وتدفع المجتمع إلى التقدم ومسايرة المتطلبات الجديدة لبناء الدولة وتركيز المؤسسات الدستورية.
```

## التنمية بعد استقلال تونس[1]
بعد استقلال تونس، عمل حزب الدستور الجديد (من 1964 إلى 1988، الحزب الدستوري الاشتراكي ؛ من عام 1988، التجمع الدستوري الديمقراطي [المعروف باسمه المختصر الفرنسي RCD]) على ضمان تنفيذ البلاد للإصلاحات بسرعة، لا سيما في مجالات التعليم وتحرير المرأة والإصلاحات القانونية. على الرغم من أن التنمية الاقتصادية كانت متواضعة، إلا أن الإدارة أولت اهتمامًا وثيقًا للمناطق الأفقر في البلاد.
تولى أحمد بن صلاح منصب مدير التخطيط والمالية عام 1961. ومع ذلك، فقد أحبطت خططه الطموحة للتحديث القسري، وخاصة في الزراعة، من قبل المعارضة الريفية والمحافظة. تم طرد بن صلاح من الحزب وسجن في عام 1969، لكنه هرب إلى المنفى عام 1973. وأدت وفاته إلى تحول في سياسة الحكومة نحو موقف أكثر تحفظًا.